# Sierra del Gallego
Sierra del Gallego är en ås i Spanien.   Den ligger i provinsen Provincia de Ciudad Real och regionen Kastilien-La Mancha, i den centrala delen av landet, 130 km söder om huvudstaden Madrid.